# Jilem (ort i Tjeckien, Vysočina)
Jilem är en ort i Tjeckien.   Den ligger i regionen Vysočina, i den centrala delen av landet, 90 km sydost om huvudstaden Prag. Jilem ligger 559 meter över havet och antalet invånare är 126.
Terrängen runt Jilem är huvudsakligen platt, men österut är den kuperad. Jilem ligger uppe på en höjd. Runt Jilem är det ganska tätbefolkat, med 104 invånare per kvadratkilometer. Närmaste större samhälle är Havlíčkův Brod, 11,7 km söder om Jilem. I omgivningarna runt Jilem växer i huvudsak blandskog.